# Nilandhoo (Nord-Nilandhe-Atoll)
Nilandhoo ist eine Insel des Nord-Nilandhe-Atolls im Inselstaat Malediven in der Lakkadivensee (Indischer Ozean). Sie ist Hauptinsel des Verwaltungsatolls Faafu, welches das gesamte Nord-Nilandhe-Atoll umfasst. 2014 hatte die Insel 1553 Bewohner.

## Geographie
Die Insel liegt im Südwestrand des Atolls, ist etwa 1100 m lang und bis zu 700 m breit.